# Alpenus maculosa
Alpenus maculosa là một loài bướm đêm thuộc phân họ Arctiinae, họ Erebidae.